# Mysarbia sejanus
Genre
Espèce
Mysarbia sejanus est une espèce néotropicale de lépidoptères de la famille des Hesperiidae, de la sous-famille des Pyrginae et de la tribu des Pyrrhopygini. 
Elle est l'unique représentante du genre monotypique Mysarbia.

## Description
L'imago de Mysarbia sejanus est un papillon au corps noir marqué de lignes de points rouges le long de l'abdomen, qui a une extrémité rouge. Les ailes sont d'un gris-vert très foncé et veinées de noir.

## Distribution
Mysarbia sejanus est présente au Costa Rica, au Venezuela, en Colombie, en Bolivie, au Pérou, au Suriname et en Guyane,.

## Historique et dénominations
L'espèce actuellement appelée Mysarbia sejanus a été décrite par l'entomologiste allemand Carl Heinrich Hopffer en 1874 sous le nom initial de Pyrrhopyge sejanus,. Le genre Mysarbia, dont M. sejanus est l'unique espèce, a quant à lui été décrit par Olaf Mielke en 2002.
L'espèce porte en anglais le nom vernaculaire de black-veined firetip.

## Liste des sous-espèces
Selon FUNET Tree of Life (24 avril 2019) :
- Mysarbia sejanus sejanus (Hopffer, 1874) — présent au Pérou.
- Mysarbia sejanus erythrostigma (Röber, 1925) — présent en Bolivie.
- Mysarbia sejanus stolli Mielke & Casagrande, 2002 — présent au Costa Rica, au Venezuela, en Colombie, au Suriname et en Guyane.

### Publication originale
(de) Carl Heinrich Hopffer, « Neue Lepidopteren von Peru und Bolivia », Entomologische Zeitung, Szczecin, vol. 35, nos 10-12,‎ décembre 1874, p. 329-371 (OCLC 8441524, lire en ligne).